# Ингаляция

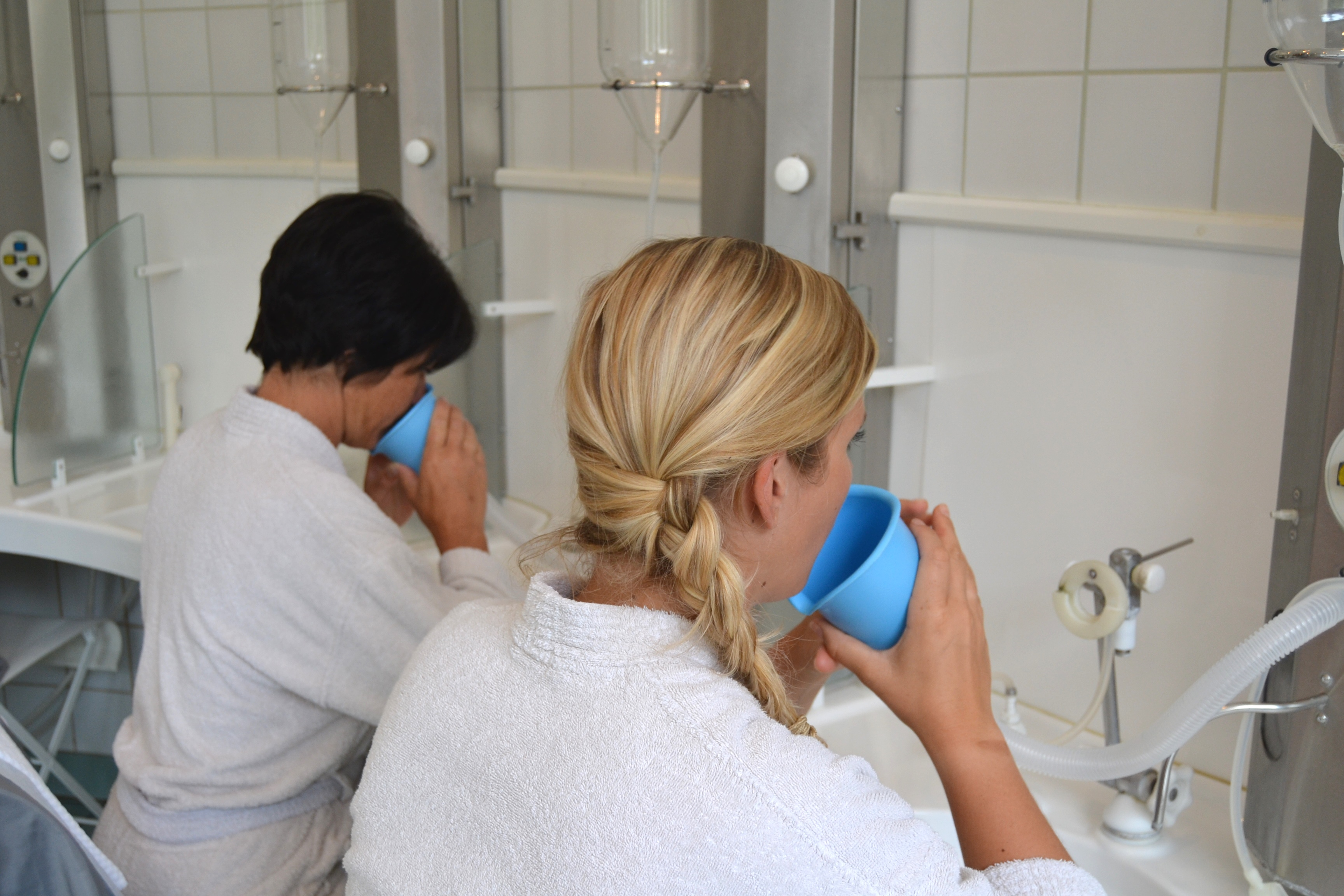
Ингаляторный кабинет в санатории Шаль-Лез-О

Ингаля́ция (от лат. inhalo — вдыхаю) — метод введения лекарственных средств, основанный на вдыхании газа или мелкодисперсного аэрозоля: в виде пара, дыма, распыляемых аэрозолей и порошков. Ингаляция бывает естественной (на морских курортах, в лесу и т.д.) и искусственной, с применением специальных устройств-распылителей — ингаляторов.
Данным способом в организм вводятся газообразные и летучие вещества, жидкостные аэрозоли и порошки определённого размера частиц. Ингаляционное введение уменьшает время всасывания, обеспечивает избирательное действие введённого вещества на дыхательную систему, позволяет получать как местный, так и резорбтивный эффект.
Чаще всего ингаляционный путь введения используют с двумя целями: первая — оказать местное лечебное воздействие на дыхательные пути при их заболеваниях (бронхиты, трахеиты, бронхиальная астма), вторая — оказать системный эффект на весь организм (наиболее частый вариант — ингаляционный наркоз).

## Характеристики используемых сред

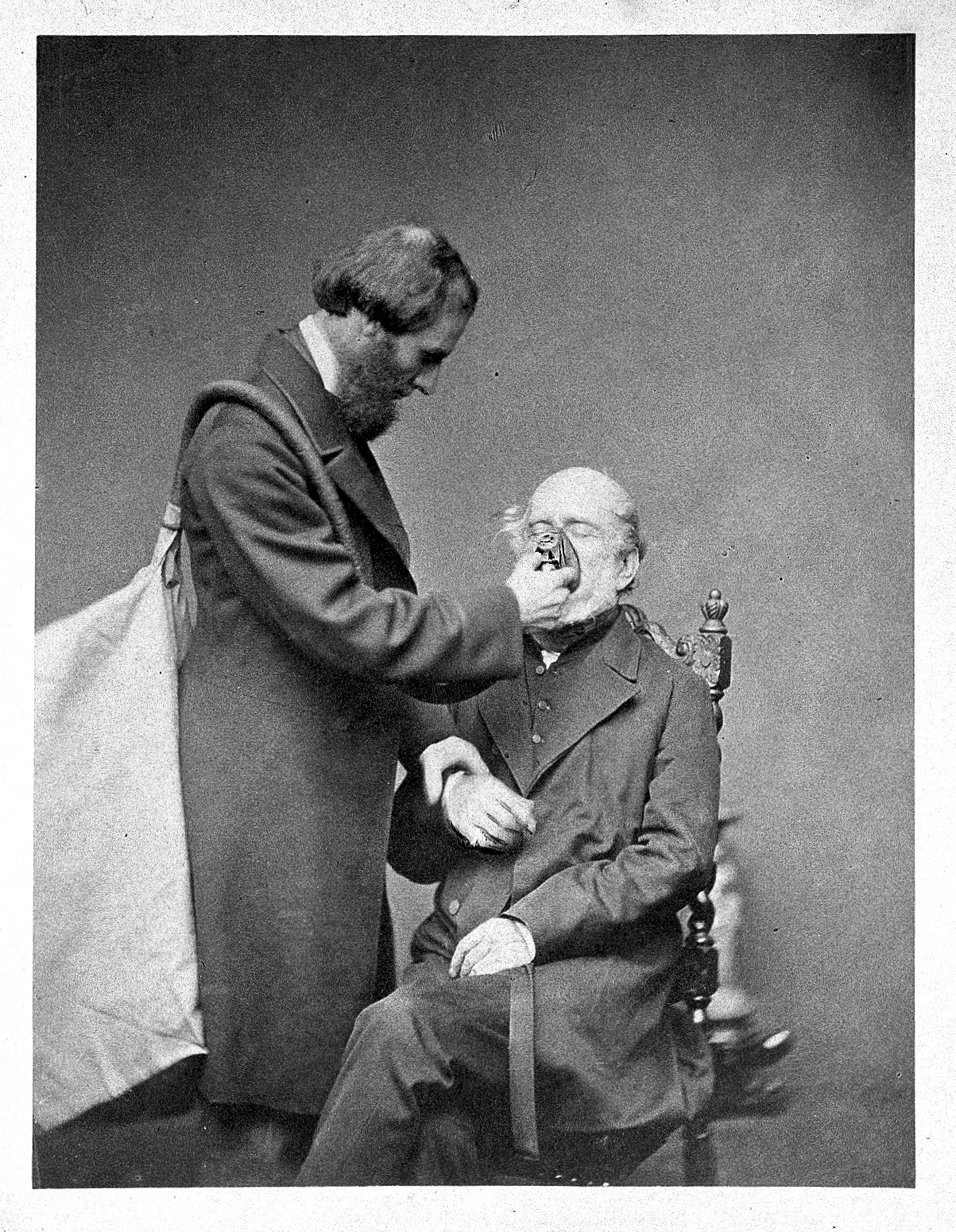
Ингаляция
(фото 1905 года)

Одной из главных характеристик смеси, используемой для ингаляции, является дисперсность, определяемая величиной частиц активного вещества (дисперсной фазы), вносимых в среду-носитель (дисперсную среду). Дисперность определяет глубину проникновения активного вещества в дыхательную систему: чем меньше размер частиц, тем глубже их проникновение. В физиотерапии выделяют пять групп смесей: высокодисперсные (0,5 — 5 мкм), среднедисперсные (5 — 25 мкм), низкодисперсные (25 — 100 мкм), мелкокапельные (100—250 мкм) и крупнокапельные (250—400 мкм).
По температуре и агрегатному состоянию активного вещества различают ингаляции паровые, тепловлажные, влажные (комнатной температуры), масляные и порошковые (также именуемые инсуффляциями). Как правило, температура используемых аэрозолей составляет 37 — 38°С, поскольку температуры выше 40°С подавляют функцию мерцательного эпителия, а температуры 25 — 28°С и ниже вызывают излишнее охлаждение слизистой оболочки дыхательных путей и могут спровоцировать приступ удушья у больных бронхиальной астмой.

## Показания к использованию
Введение лекарственных средств в дыхательные пути (профилактических, диагностических, лечебных), в том числе при некоторых болезнях органов дыхания, к примеру:
1. ОРВИ (ринит, фарингит, ларингит, трахеит) и их осложнения (риносинусит, ларинготрахеит).
2. Обострение хронического ринита, хронического синусита, хронического тонзиллита.
3. Бронхиальная астма.
4. Пневмонии в период разрешения.
5. Острый и обострение хронического бронхита.
6. Бронхоэктатическая болезнь лёгких.
7. Грибковые поражения верхних и нижних дыхательных путей.
8. Туберкулёз лёгких и бронхов.
9. Муковисцидоз.
10. Для профилактики послеоперационных осложнений.
11. ВИЧ — инфекция (стадия респираторных расстройств).

## Противопоказания
1. Лёгочные кровотечения
2. Травматический или спонтанный пневмоторакс.
3. Буллёзная эмфизема лёгких.
4. Сердечная аритмия.
5. Тяжёлая сердечная недостаточность.
6. Индивидуальная непереносимость назначенных препаратов (аллергия).

## Использование
- В пульмонологии — широкое применение, как способ доставки лекарства к мельчайшим бронхиолам и альвеолам. Имеет особое значение при снятии приступа бронхиальной астмы.
- В анестезиологии — основной метод введения лекарственных средств при использовании общего наркоза, одновременно с ИВЛ.
- В ароматерапии — как метод доставки концентрированных летучих ароматических веществ.

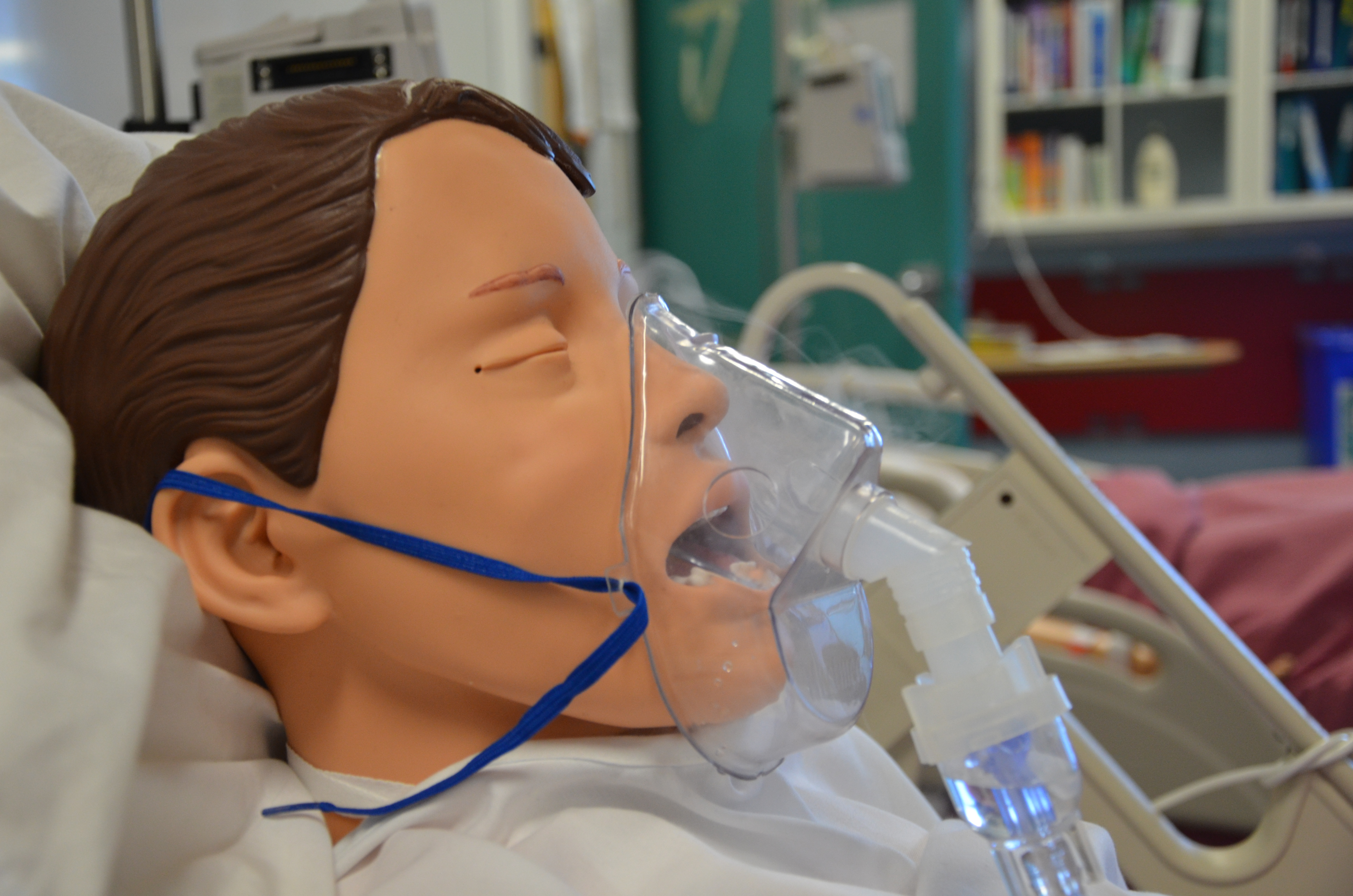
На манекене надета маска небулайзер для введения ингаляционных препаратов

## Средства проведения искусственной ингаляции
- Курение благовоний
- Аэрозоль
- Ингалятор паровлажный
- Небулайзер
- Аппарат ИВЛ
- Камера гипербарической оксигенации
- Наркозный аппарат